# Шенфинкель, Юрий Ильич
Ю́рий Ильи́ч Шенфинкель (5 августа 1927, Москва — 11 октября 2015, там же) — советский и российский авиаконструктор, лауреат Государственной премии СССР. Заслуженный конструктор РФ.

## Биография
Окончил МВТУ им. Баумана (1951) и заочно — механико-математический факультет МГУ им. М. В. Ломоносова (1958). С 1951 по 1958 год работал на проектировании и строительстве гидротехнических сооружений, в том числе Мингечаурской ГЭС.
С 1958 по 2015 год работал в ММЗ № 51 (ОКБ Сухого): инженер-конструктор I категории, ведущий конструктор, начальник бригады, заместитель начальника отдела, с 1986 года — заместитель генерального конструктора по системам управления.
Кандидат технических наук, автор более 50 изобретений. 
Похоронен на Троекуровском кладбище.

## Награды и звания
Награждён орденом «Знак Почёта», юбилейной медалью «300 лет Российскому Флоту». Лауреат Государственной премии СССР, заслуженный конструктор РФ (1999), лауреат премии им. П. О. Сухого II степени.